# Unité urbaine de Gaillac
L'unité urbaine de Gaillac est une unité urbaine française centrée sur la ville de Gaillac, département du Tarn, en région Occitanie.

## Données générales
Dans le zonage réalisé par l'Insee en 2010, l'unité urbaine était composée de trois communes. toutes situées dans l'arrondissement d'Albi, subdivision administrative du département du Tarn.
Dans le nouveau zonage réalisé en 2020, elle est composée des trois mêmes communes.
En 2022, avec 19 621 habitants, elle représente la 4e unité urbaine du département du Tarn, et occupe le 27e rang dans la région Occitanie.
En 2021, sa densité de population s'élève à 216 hab/km2. Par sa superficie, elle ne représente que 1,54 % du territoire départemental mais, par sa population, elle regroupe 4,87 % de la population du département du Tarn.

## Composition de l'unité urbaine en 2020
Elle est composée des trois communes suivantes :
| Nom                    | Code Insee | Département | Statut       | Superficie (km2) | Population (dernière pop. légale) | Densité (hab./km2) | Modifier                                    |
| ---------------------- | ---------- | ----------- | ------------ | ---------------- | --------------------------------- | ------------------ | ------------------------------------------- |
| Gaillac (ville-centre) | 81099      | Tarn        | ville-centre | 50,93            | 16 080 (2022)                     | 316                | modifier les données · modifier les données |
| Brens                  | 81038      | Tarn        | banlieue     | 22,79            | 2 418 (2022)                      | 106                | modifier les données · modifier les données |
| Senouillac             | 81283      | Tarn        | banlieue     | 15,01            | 1 123 (2022)                      | 75                 | modifier les données · modifier les données |

## Évolution démographique
L'évolution démographique ci-dessous concerne l'unité urbaine selon le périmètre défini en 2020.
| 1968   | 1975   | 1982   | 1990   | 1999   | 2010   | 2015   | 2021   | 2022   |
| ------ | ------ | ------ | ------ | ------ | ------ | ------ | ------ | ------ |
| 12 364 | 12 677 | 12 571 | 12 621 | 13 506 | 16 530 | 18 794 | 19 180 | 19 621 |

#### Données générales
- Unité urbaine
- Aire d'attraction d'une ville
- Liste des unités urbaines de France

#### Données démographiques en rapport avec l'unité urbaine de Gaillac
- Aire d'attraction de Gaillac
- Arrondissement d'Albi

#### Données démographiques en rapport avec le Tarn
- Démographie du Tarn